# 진 로든베리
유진 웨슬리 "진" 로든베리(Eugene Wesley "Gene" Roddenberry, 1921년 8월 19일 ~ 1991년 10월 24일)는 미국의 텔레비전, 영화 작가, 그리고 미래학자다. 그의 유명한 작품은 스타 트렉이다.

## 생애

### 어린 시절 (1921–1940)
진 로든베리는 1921년 8월 19일 엘패소에 경찰관인 아버지 유진 에드워드 로든베리(Eugene Edward Roddenberry)와 어머니 캐롤라인 로든베리(Caroline "Glen" Golemon Roddenberry)의 사이에 태어났다. 그는 로스앤젤레스에서 어린 시절을 보냈고 Franklin High School에 졸업하기 이전에 Berendo Junior High School에서도 공부하였다.
졸업한 뒤 그는 Los Angeles City College에서 공부하여 미국 연방 수사국과 연관된 경찰 클럽의 회장이 되기도 하였다. 컬럼비아 대학교, 마이애미 대학교, 서던캘리포니아 대학교로 전학하였지만 졸업에 실패하였다.

### 군대와 비행기 조종사 (1941–1948)
로든베리는 항공우주공학 관심이 많은 탓에 비행기 조종사 자격증을 취득하였다. 그는 1941년에 미 육군 항공대 (United States Army Air Corps)에 입대하였다.

### 로스앤젤레스 경찰서 (1949–1956)
그는 민간 비행사 일을 그만고 할리우드의 꿈을 싣고 로스앤젤레스에 이사하였다. 그의 가족에게 부담을 주지 않기 위해서 1949년 2월 1일 로스앤젤레스 경찰서에서 근무를 시작하였다. 그는 1951년 공식적으로 경찰관이 되었고 1953년 경사가 되었다. 그는 작가가 되기 위해서 1956년 6월 7일에 경찰직을 관두었다. 그의 간략한 사직서는 아래와 같다:
저는 제 봉급으로 제 가족을 제대로 부양할 능력이 없습니다. 7년 조금 넘어서 일한 경혐에도 불구하고 좋은 직장 생활을 했을 겸, 이 결단은 상당한 정직한 유감입니다.

## 참고
1. ↑  〈Gene Roddenberry〉. 《Space Sciences (Macmillan Science Library)》. Gale. 2002. ISBN 0-02-865546-X.
2. 1 2  “RODDENBERRY, GENE - The Museum of Broadcast Communications”. 2011년 10월 11일에 원본 문서에서 보존된 문서. 2010년 8월 2일에 확인함.
3. ↑  David Alexander (1994). 《Star Trek Creator : The Authorized Biography of Gene Roddenberry》. 104쪽.
4. 1 2  Alexander, 141쪽